# ابن النحاس الحلبي
فتح الله بن عبد الله الحلبي الشهير بـ ابن النحّاسِ الحلبي (؟ - 12 يونيو 1640) (22 صفر 1050) شاعر شامي. ولد في حلب ونشأ بها. كان في شبابه أهل اللهو وتعاطى الأفيون وأفرط فيه وأدمن. ترك الأفيون فيما بعد وقام برحلات طويلة فزار دمشق والقاهرة والحجاز. واستقر في المدينة ومال إلى الزهد. وكان أبيّ النفس، فيه شيء من العجب في رأي الزركلي. له ديوان شعر وبديعيات ومقطعات. يعتبر شاعرٌ بارعٌ مجيدٌ في قصائده الطِّوال ومُقطِّعاتِه القِصار. وأكثرُ شعره المديحُ والوجدان. توفي في المدينة.

## سيرته
هو فتح الله بنُ عبد الله الحلي الشهير بـابن النحّاس، ولد في حلب في سنة غير معلوم. وُصِف بأنه كان جميلَ الصورة غضَّ الشباب، فكان أهل اللَّهو والبَطالة يَميلون إليه، وهو عنهم لاهٍ منصرفٌ وعليهم متكبّرٌ. ثم دَفعَه شيء من اللّهو إلى تعاطي الكَيف، تناوُلِ الأفيون، فتبدّلت حالُه ونَحِل جِسمُه وضاق خُلقُه فانصرف عنه الناسُ، بما فيهم أولئك الذين كانوا يميلون إليه. فقال في حاله قصيدةٌ طويلةٌ جيدة.

ثم ملَّ الإقامة في بلدهِ وبينَ عشيرتِه فخرج من حلب وتزيّا بِزيِّ الزُّهّاد وجعل يطوف بلاد الشام، فدخل دمشق مرارًا وذهب حينًا إلى القاهرة. وبعد ذلك انتقل إلى الحجاز واستقرّ في المدينة في 1040 هـ. وقام بالتدريس العلوم والأدب.

توفي ابن النحاس في المدينة في ليلة الخميس 22 صفر 1050/ 12 يونيو 1640 أو يقال في 12 صفر 1052/ 11 مايو 1642.

## شعره

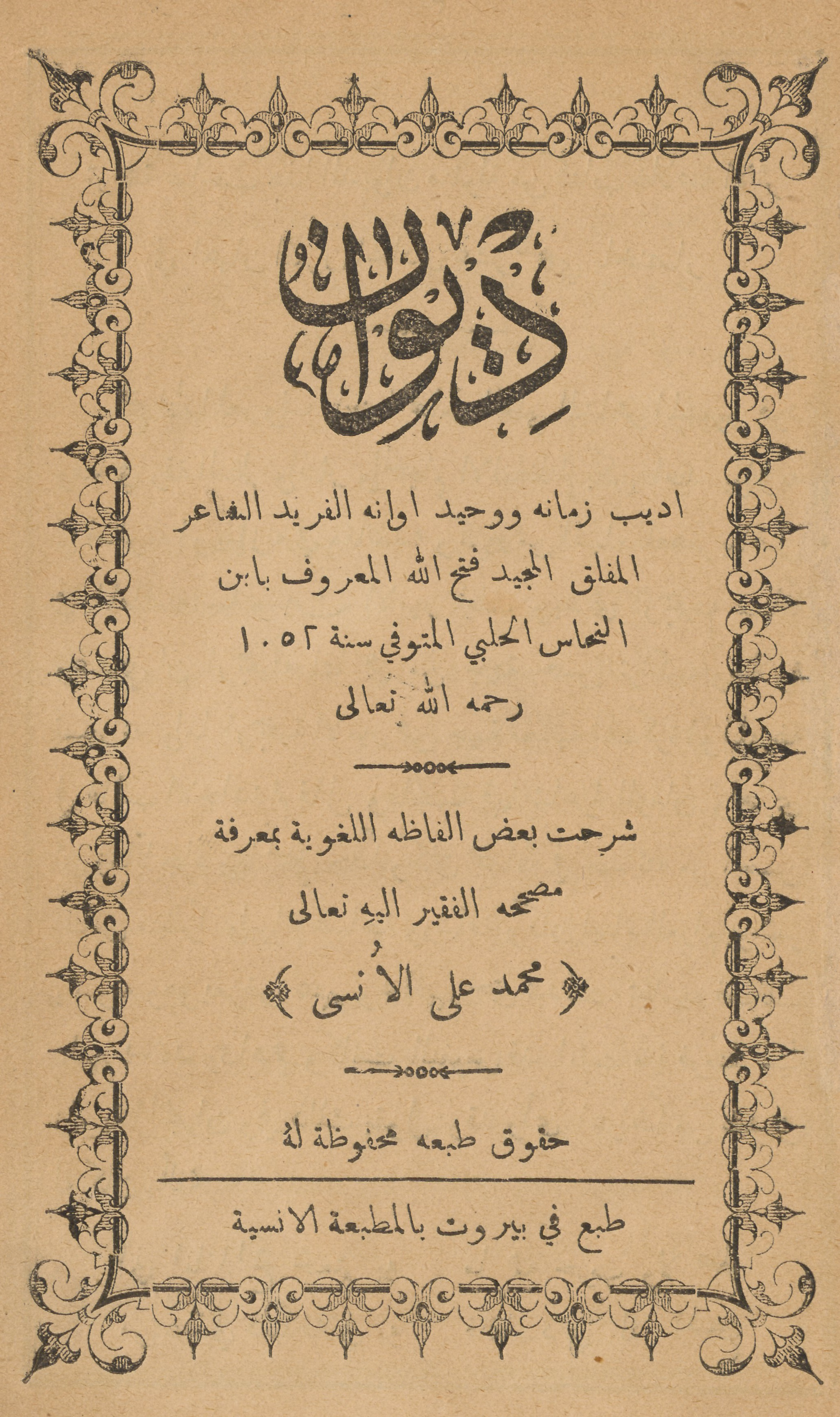
غلاف ديوان ابن النحاس الحلبي، طبع في بيروت سنة 1893 ، حققه محمد علي الأنسي.

روى المحبي الكثير من محاورات ابن النحاس ومفاكهاته لأدباء دمشق وشعرائها. وقد بلغت مكانته في عصره في الأدب حتى دعي بـ«محكُ الأدب» من قبل ابن المعصوم. وقد كان ماهرًا في الخطابة والنثر العربي فضلًا عن الشعر. وأغراض شعره متعددة: الرثاء والإخوانيات والغزل والمناجاة والزهديات. إلا أنه كان يميل للمجون أحيانًا. وقضى أغلب حياته يتكسب من مديحة الأعيان وكبار الشخصيات ورجال. 

يعتبر شاعرٌ بارعٌ مجيدٌ في قصائده الطِّوال ومُقطِّعاتِه القِصار. وأكثرُ شعره المديحُ والوجدان. وهو يُطيل في الأبيات الوُجدانية قبلَ أن يتخلص إلى المديح. وله بديعياتٌ، مدائح في الرسول الإسلام. وله أيضًا فخرُ ورِثاء ونسيبٌ وغزلٌ وعتابٌ. وهو في ذلك كلّهِ حسنُ التركيب حُلوُ التعبير، وهو يفضُلّ في ذلك الأمير الشاعر منجك بن عميد.
 من شعره يَصِفُ حاله بعد تعاطي الكيف، في مطلع قصيدة في المديح: